# Dragon C2+
Dragon C2+, також відомий як SpaceX COTS Demo Flight 2 (COTS 2) — другий тестовий політ непілотованого вантажного космічного корабля Dragon компанії SpaceX, що був запущений з допомогою двоступеневої ракети-носія Falcon 9 цієї ж компанії. Цей політ відбувався за контрактом NASA як другий демонстраційний політ Dragon в рамках програми Commercial Orbital Transportation Services (COTS). Ціллю цієї програми є розробка і демонстрація комерційних джерел грузових поставок на Міжнародну Космічну Станцію (МКС). Корабель Dragon C2+ став першим американським кораблем, що відвідав МКС після закінчення програми Space Shuttle. Це також був перший комерційний космічний корабель що пришвартувався в космосі до іншого.
Початково, цілі місії C2+ мали бути досягнуті двома окремими польотами; Dragon C2 спочатку мав би виконати підліт до МКС, попрактикувати маневри стикування на орбіті і зв'язок з станцією, і після цього повернутись на Землю. В другій місії мало відбуватись стикування. В липні 2011 NASA дала попередню згоду на об'єднання цих місій. В грудні того ж року було прийняте остаточне рішення про злиття місій COTS 2 і 3 в місію Dragon C2+. Було кілька перенесень дати запуску, останнє з яких, 19 травня 2012, було за кілька секунд до старту.
Dragon C2+ був успішно запущений з мису Канаверал 22 травня 2012 року. Техніка стикування і комутацій між кораблем і МКС були протестовані під час перших трьох днів місії. Вона пройшла всі вимоги і успішно виконала всі цілі COTS 2. Фаза місії COTS 3 почалась 25 травня коли Dragon знову зустрівся з МКС і був успішно захоплений з допомогою Canadarm2. Він був пристикований до станції пізніше того ж дня використовуючи роботизовану руку. Dragon залишався там майже 6 днів, протягом яких астронавти вивантажили вантаж і завантажили корабель вантажем на Землю. 31 Травня, Dragon відстикувався від МКС і приземлився в Тихому Океані поблизу Каліфорнійського узбережжя. Всі цілі місії були досягнуті і система Falcon 9-Dragon стала сертифікованою для регулярних вантажних перевезень на МКС.